# Robert Reininger
Robert Reininger,  född den 28 september 1869 i Linz, död den 17 juni 1955, var en österrikisk filosof. 
Reininger, som var nykantian, blev 1903 privatdocent, 1913 extra ordinarie och 1922 ordinarie professor vid Wiens universitet. Bland hans skrifter märks: Kants Lehre vom inneren Sinn (1900), Philosophie des Erkennens (1911), Friedrich Nietzsches Kampf um den Sinn des Lebens (1922; 2:a upplagan 1925) och Kant, seine Anhänger und seine Gegner (1923).